# Famiglia

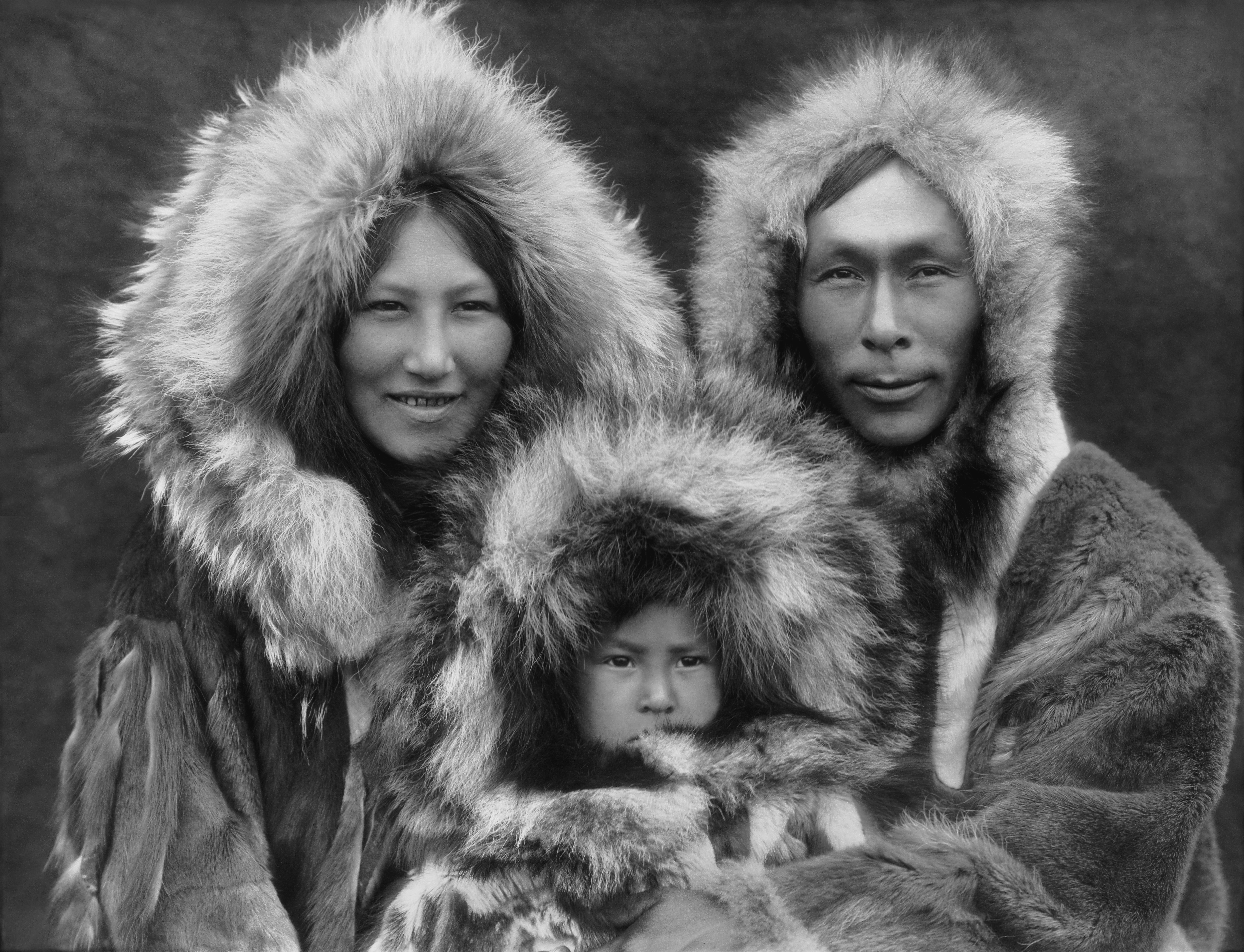
Famiglia eschimese: madre, padre e figlio, fotografati a Noatak, in Alaska, da Edward S. Curtis (circa 1929)

La famiglia è un nucleo sociale costituito da più individui legati tra loro da rapporti di parentela o di affinità. In numerose civiltà e società, la famiglia è basata sul rapporto coniugale.
Il termine "famiglia" proviene dal latino familia, "gruppo di servi e schiavi patrimonio del capo della casa", e a sua volta deriva da famŭlus, "servo, schiavo". Nella familia romana erano inclusi anche la sposa e figli del pater familias, dal momento che legalmente appartenevano a lui.
In molti contesti contemporanei la famiglia può essere un gruppo di persone affiliate da legami di consanguineità (discendenza da progenitori comuni), oppure da legami affettivi acquisiti e riconosciuti dalla legge per la presenza del vincolo del matrimonio o di un'unione civile, o per un'adozione, oppure per un legame sorto de facto in virtù di una convivenza. Alcuni antropologi sostengono che la nozione di "consanguineo" va intesa in senso metaforico: in numerose società  la famiglia non prevede necessariamente il legame di sangue.

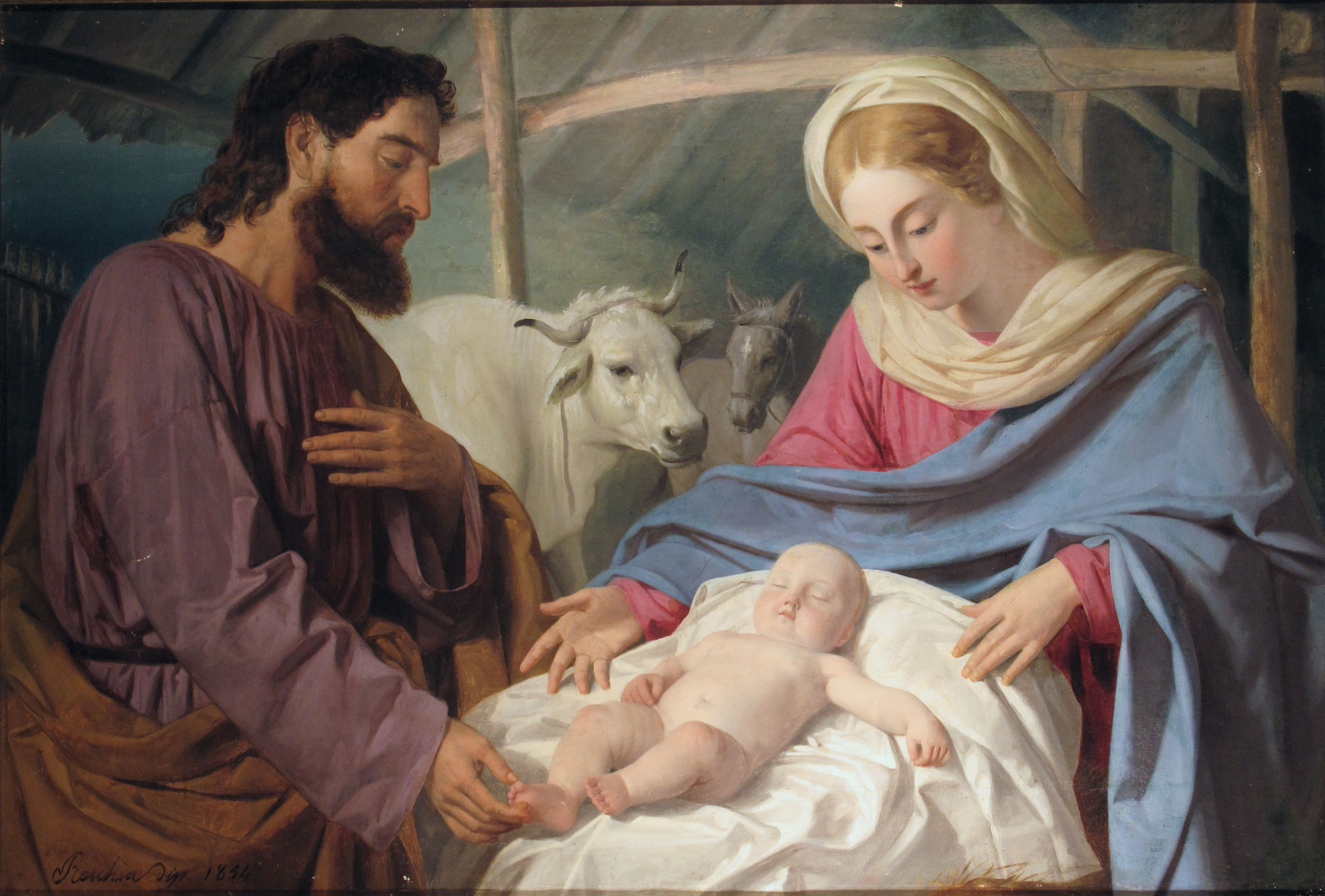
Angelo Recchia, 1854, "Sacra Famiglia", olio su tela

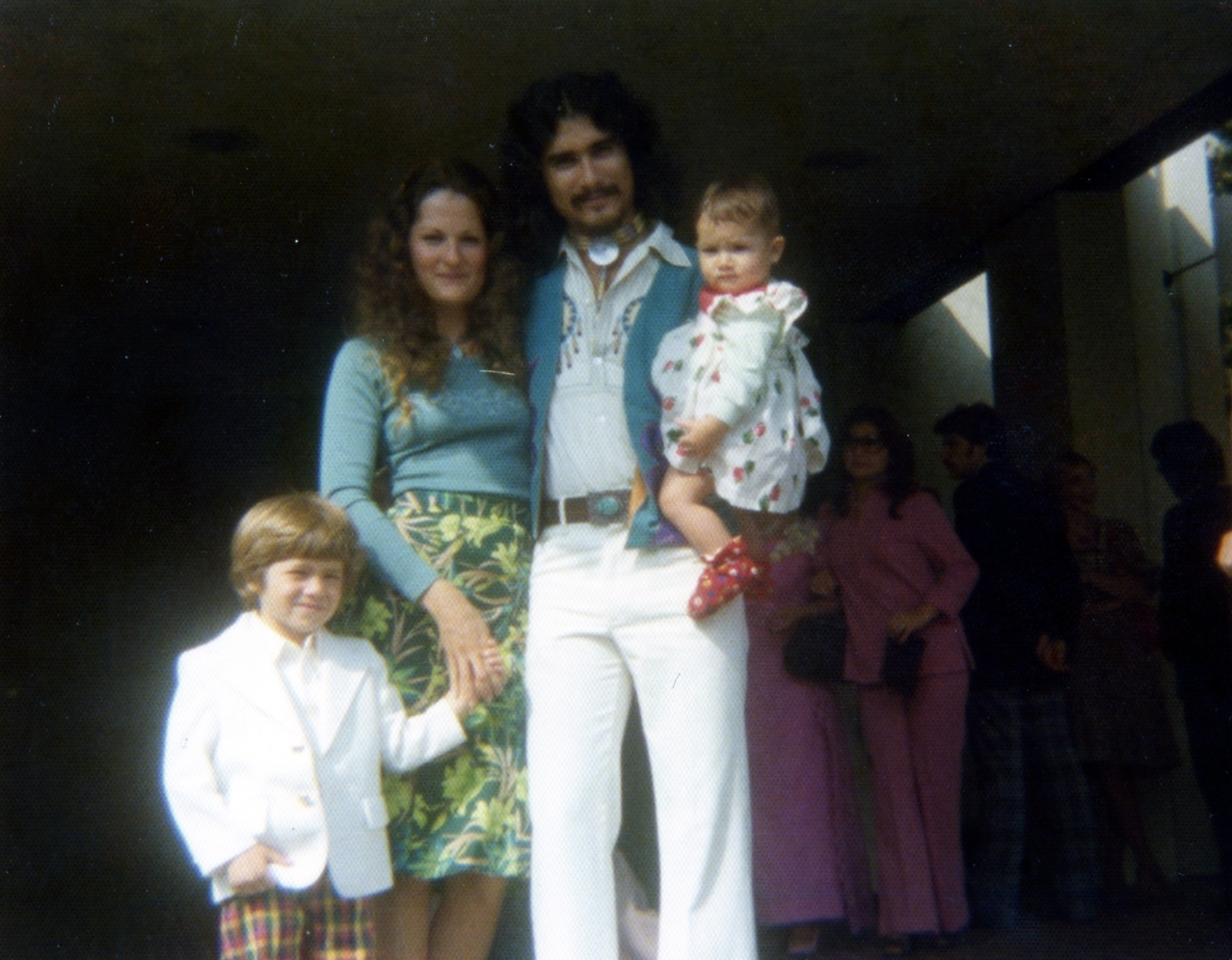
Famiglia nucleare occidentale negli anni settanta, composta da padre, madre, figlio e figlia

## Funzione e ruolo
La funzione primaria della famiglia è quella di riprodurre la società da un punto di vista socio-culturale. Per questo famiglia e società cambiano vicendevolmente, a seconda delle epoche e delle regioni del mondo. Per quanto riguarda la funzione di riproduzione della cultura della società da parte della famiglia, si parla di famiglia dell'orientamento per riferirsi al ruolo che essa ha verso i figli, per i quali la famiglia determina la collocazione sociale, e influisce fortemente sulla loro formazione culturale e nella loro socializzazione.
Dal punto di vista sociologico, secondo le più recenti formulazioni scientifiche, la famiglia è quella specifica relazione sociale che lega la coppia ai figli, cioè interseca i rapporti fra i sessi con i rapporti fra le generazioni. Pur trattandosi di relazioni interpersonali di mondo vitale, che delimitano una sfera privata, la famiglia ha importanti funzioni per la società, e quindi ha una valenza pubblica. Le forme familiari sono state storicamente molto variabili, tuttavia nessuna società ha mai potuto abolire la famiglia. Quando ha cercato di farlo, quella società è scomparsa, oppure ha dovuto ridare spazio alla famiglia. La ragione fondamentale consiste nel fatto che la famiglia è una struttura sociale (si parla in proposito di un «genoma sociale della famiglia»), che ha il compito di umanizzare le persone attuando il passaggio dalla natura alla cultura.

## In filosofia
(Plutarco, L'educazione dei figli)
La teoria del filosofo greco Aristotele riguardo alla famiglia è stata determinante nel pensiero occidentale. Nel libro I della Politica Aristotele presenta l'origine della società nell'aggregazione naturale del nucleo familiare, che comprende gli elementi necessari e sufficienti a garantire l'autosufficienza del gruppo umano: l'uomo e la donna per la complementarità dei sessi nella generazione e nell'educazione dei figli; i servi per l'esecuzione materiale dei lavori necessari alla sopravvivenza e per gli agi che sostengono un modo di vita degno di essere scelto.
Il concetto di «comunità», tecnicamente riferibile all'avere in comune i beni della dimensione familiare (οἶκος) è lo stesso che spiega la nascita delle città: unioni di più famiglie in villaggi e poi di più villaggi per migliorare le condizioni di autosufficienza e condividere un modo di vita.
La dimensione politica è però presente fin dall'inizio nelle relazioni interne tra i membri dell'οἶκος, dove vale il principio che il migliore comanda. Nel brano che proponiamo, tratto dai primi paragrafi del primo libro, troveremo gli elementi che, secondo Aristotele, permettono di vedere nella famiglia un organismo naturale, che realizza una forma compiuta di vita politica, adeguata al modo di essere dell'uomo e allo sviluppo della sua virtù.
Aristotele identifica la famiglia come il nucleo fondamentale della società, il suo primo mattone costitutivo: senza la famiglia non esisterebbe il resto della comunità politica (quello che Hegel chiamerà Stato). La famiglia è intesa in opposizione al singolo individuo, che da solo in quanto singolo non è numericamente in grado di essere società: rileva in primo luogo che è fra un uomo e una donna: "È però di necessità primieramente di combinare insieme quegli, che non possono stare l'uno senza l'altro; come è la femmina e il maschio, per cagione di conservar la generazione" . Per famiglia intende l'unione tra uomo e donna, sebbene nell'opera Aristotele non si ponga la questione, ma nemmeno escluda esplicitamente la possibilità di famiglie omosessuali, basandosi, come già detto, su un'evidenza naturale.
Seconda affermazione è che l'uomo è un essere sociale, che ha bisogno di relazionarsi con l'altro-da-sé, cioè l'uomo verso la donna e viceversa, e si realizza nella polis. La famiglia è ritenuta una vocazione naturale dell'uomo-essere sociale, non in sé, ma solo per derivazione dal fatto che la polis è il vero luogo dell'essere sociale in cui l'uomo si compie, e la famiglia ne è il primo elemento costitutivo. Ma la famiglia resta tale anche in assenza di procreazione e della stessa unione sessuale (famiglia in forma associativa), ciò che rileva è l'esistenza di una vita di relazione come modo e ordine, non la finalità del rapporto. Più che interessare il futuro della comunità politica e la sua sopravvivenza nel tempo, interesse che l'uomo di oggi si realizzi con la mediazione della famiglia, in una comunità che può anche morire con i suoi concittadini.

## Le teorie sociologiche

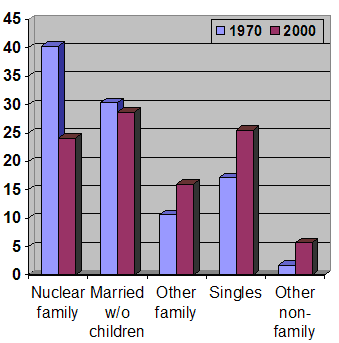
Evoluzione dei tipi di famiglie in Occidente (Stati Uniti) dal 1970 al 2000. Si nota col tempo una maggiore diversificazione dei tipi di famiglie e una diminuzione del modello "tradizionale". In realtà il grafico non tiene conto del periodo di formazione delle famiglie e della distinzione tra vedovi, divorziati e celibi.

La paleoantropologia ipotizza che la nascita della famiglia nucleare sia la conseguenza di una riduzione nella taglia degli animali, che potevano dunque essere cacciati senza richiedere un grande numero di persone che dovevano necessariamente vivere insieme collaborando nel procurarsi il cibo.
La più antica testimonianza finora trovata di una famiglia umana è la cosiddetta Famiglia di Eulau, che proviene da una tomba trovata a Eulau (Sassonia), datata 4.600 anni fa, contenente i resti di un uomo, una donna (con una età stimata di circa trent'anni) e due bambini di circa 5 e 9 anni di vita. L'analisi del loro DNA ha confermato il legame di parentela familiare suggerito dalle peculiarità della sepoltura: i corpi erano abbracciati fra di loro. L'analisi sugli scheletri ha indicato, infatti, una causa di morte violenta, assieme a quella di altre nove persone nella medesima tomba, con i corpi ricomposti dopo il decesso.
I teorici del conflitto considerano la famiglia come un'unità nella quale sono continuamente in gioco tensioni di diverso genere. Giocoforza il conflitto di potere tra uomini e donne all'interno della famiglia è uno dei problemi più studiati dai teorici del conflitto: la famiglia pare infatti essere l'istituzione sociale in cui più di ogni altra si svolge la lotta quotidiana tra i sessi. Già Friedrich Engels aveva sostenuto che il matrimonio rappresenta “la prima forma di lotta di classe che appare nella storia in cui il benessere e lo sviluppo di un gruppo sono acquisiti attraverso la miseria e l'oppressione dell'altro”.
I rapporti tra coniugi nel matrimonio, affermava il medesimo autore, sono il modello sul quale si sono fondate le altre forme di oppressione, e in particolare tra capitalisti e proletari. Questa idea è stata sviluppata tra gli altri da Randall Collins, il quale ritiene che all'origine della conquista del potere ci sia la forza fisica, presente in quantità maggiore negli uomini, che permette a questi di rivendicare diritti sessuali sulle donne.
Il matrimonio sarebbe originariamente un contratto che impone il rispetto di tale pretesa. Infatti, già nell'antica Roma la moglie era proprietà del marito (mancipatio), mentre nelle società feudali, dove l'istituzione familiare controllava la politica, le donne erano più sfruttate. Ancora fino agli anni sessanta del XX secolo, in alcuni stati americani alle donne non era concessa la capacità giuridica.
Ma il fatto che le donne si siano trovate per lungo tempo in una posizione fortemente subordinata in tutti i sistemi familiari trascorsi non significa che una tale struttura familiare sia di per sé immutabile. In alcune società industriali avanzate, infatti, stanno emergendo forti tendenze alla parità tra i coniugi. Sempre secondo la visione conflittualista a causa delle mutate condizioni economico-sociali (le donne fanno parte dell'attività produttiva come gli uomini) e culturali, nelle società occidentali attuali la posizione contrattuale delle donne è migliorata all'interno della famiglia sia sul piano sociale sia sul piano economico.
Secondo l'analisi di Michel Foucault, in occidente:
(Michel Foucault, Storia della sessualità vol I, cap. IV, sez. Metodo, regola 3, p.89)
L'importanza della famiglia: (il fallimento dei Kibbutzim)
L'esperimento del kibbutz avvenuto in Israele, era inizialmente effettuato allo scopo di dimostrare che i bambini potevano essere cresciuti comunitariamente, dunque non in un'unità nucleare. Ma ha avuto l'inatteso risultato che i bambini una volta cresciuti, si guardassero l'un l'altro come a fratelli consanguinei, e non a partner potenziali. Dunque cercavano compagni al di fuori del kibbutz, abbandonandolo e formando delle proprie famiglie nucleari. Quindi fallì come esperimento sociale, non risultando autoalimentante.

## Tipologia

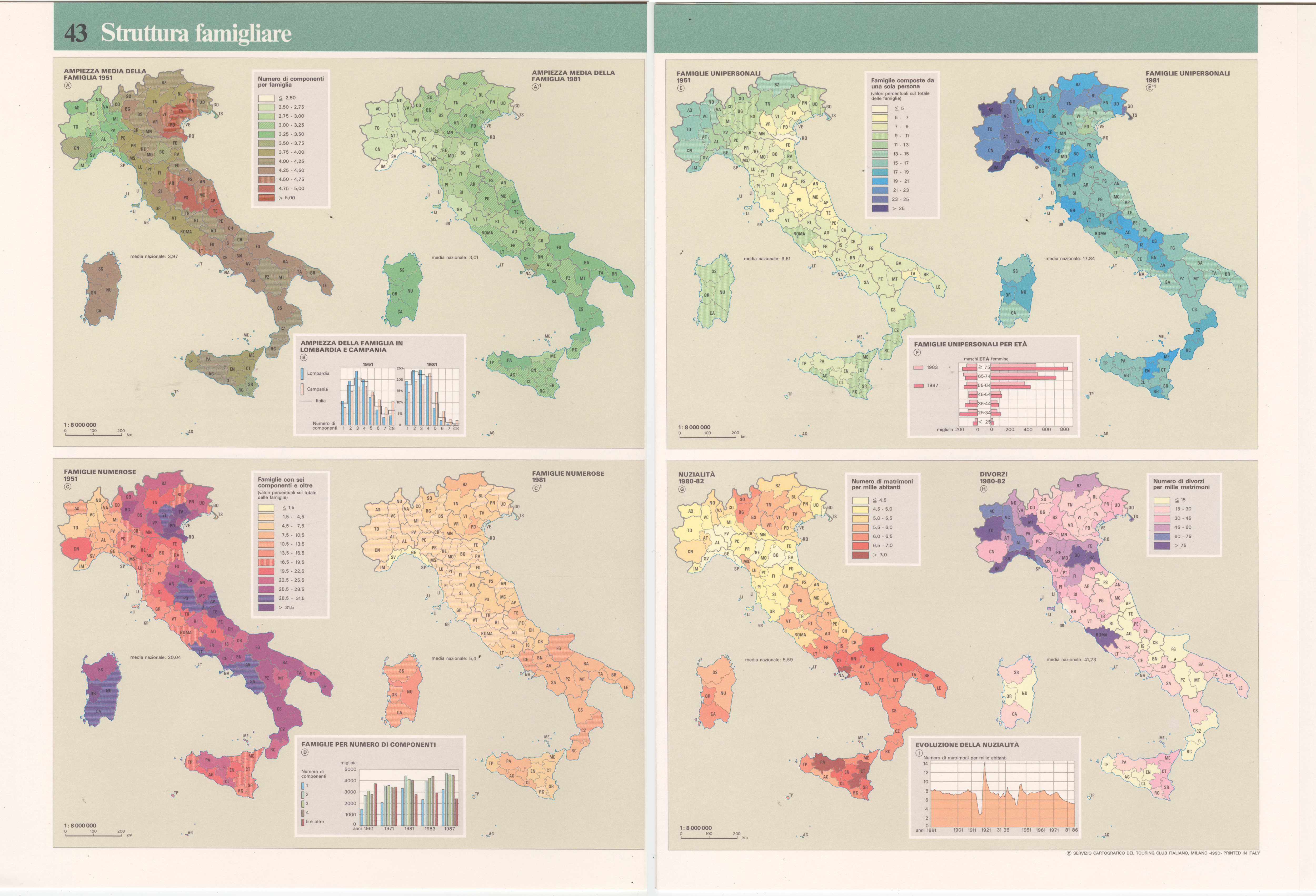
Strutture famigliari in Italia fra gli anni 1950 e 1980

Peter Laslett, storico, fondatore del celebre Gruppo di Cambridge ha delineato cinque tipi di famiglie, ormai utilizzate da tutti i sociologi:
- Nucleare è una famiglia formata da una sola unità coniugale;
- Estesa è una famiglia formata da una sola unità coniugale e uno o più parenti conviventi;
- Multipla è una famiglia formata da due o più unità coniugali;
- Convivenza senza struttura coniugale è una famiglia priva di un'unità coniugale ufficiale e\o religiosa;
- Mononucleare in un'accezione recente è una famiglia formata da una sola persona.[18]

In sociologia si classificano quattro tipi di famiglie, composte da membri che vivono insieme:
- Coniugale, composta dal/i genitori e dal/i proprio/loro figli
  - Monogama, quando vi sono solo due genitori (la più diffusa, soprattutto in aree urbane)
  - Poliginica, quando non vi è una distinzione tra la genitrice naturale e le altre donne appartenenti al proprio gruppo parentale e un solo padre
  - Poliandrica, quando non vi è una distinzione tra il genitore naturale e gli altri uomini appartenenti al gruppo parentale e una sola madre
  - Poliginandrica, o del matrimonio di gruppo, quando vi sono più madri e padri conviventi
- Consanguinea, sinonimo di famiglia estesa, composta dai genitori, dalle loro famiglie di origine e dai loro discendenti
- Monogenitoriale, composta da un solo genitore e dai suoi figli, generati o adottati.
- Omogenitoriale, composta da due genitori del medesimo sesso e dai loro figli, generati o adottati.

## La qualificazione giuridica
L'art. 16 della Dichiarazione Universale dei Diritti dell'Uomo afferma:
1. Uomini e donne in età adatta hanno il diritto di sposarsi e di fondare una famiglia, senza alcuna limitazione di razza, cittadinanza o religione. Essi hanno eguali diritti riguardo al matrimonio, durante il matrimonio e all'atto del suo scioglimento.
2. Il matrimonio potrà essere concluso soltanto con il libero e pieno consenso dei futuri coniugi.
3. La famiglia è il nucleo naturale e fondamentale della società e ha diritto a essere protetta dalla società e dallo Stato.

La Carta dei diritti fondamentali dell'Unione europea prevede:
- Art. 7 - Rispetto della vita privata e della vita familiare

Ogni individuo ha diritto al rispetto della propria vita privata e familiare, del proprio domicilio e delle sue comunicazioni.
- Art. 9 - Diritto di sposarsi e di costituire una famiglia

Il diritto di sposarsi e il diritto di costituire una famiglia sono garantiti secondo le leggi nazionali che ne disciplinano l'esercizio.
- Art. 33 - Vita familiare e vita professionale

È garantita la protezione della famiglia sul piano giuridico, economico e sociale.
Al fine di poter conciliare vita familiare e vita professionale, ogni individuo ha il diritto di essere tutelato contro il licenziamento per un motivo legato alla maternità e il diritto a un congedo di maternità retribuito e a un congedo parentale dopo la nascita o l'adozione di un figlio.
L'art. 29 della Costituzione italiana "riconosce la famiglia come società naturale fondata sul matrimonio, ordinato sull'eguaglianza morale e giuridica dei coniugi, con i limiti stabiliti dalla legge a garanzia dell'unità familiare".

## Mutazioni storiche
Una famiglia nucleare consiste in due genitori e i loro figli, composizione che la rende ben distinta dalla famiglia estesa. Le famiglie nucleari formano l'unità di base familiare in ogni società. Sono tipiche in quelle società dove le persone risultano relativamente mobili – cacciatori-raccoglitori e società a stampo industriale. A partire dalle rivoluzioni del '68, l'educazione all'unità familiare, soprattutto la consapevolizzazione della sacralità di quest'ultima che aveva caratterizzato buona parte dell'Europa (tanto da essere disciplinata dal Codex iuris canonici), vennero smantellate da una strenua lotta per la sua secolarizzazione.
Buona parte del mutamento della struttura parentale si deve all'emancipazione femminile che includeva oltre all'indipendenza economica, anche uno spirito imitativo del comportamento sessuale maschile, distruggendo le differenze sociali tra uomo e donna anche nei costumi, nell'abbigliamento, nel rapporto tra vita privata (la casa) e la vita pubblica. Quindi il matrimonio perse il compito di rendere l'unione sessuale come esclusiva di una coppia.
Alcuni sociologi ritengono «l'istituzione familiare come modello garante della socializzazione e dell'adattamento alle norme dei suoi componenti».
La poliginandria risulta praticata solo presso la popolazione Caingang in Brasile, seppur non sia la più comune. Alcuni matrimoni di gruppo avvennero occasionalmente in diverse comunità fondate tra il XIX e XX secolo.
Un esempio particolarmente longevo è quello della comune di Oneida fondata dal pastore congregazionalista John Humphrey Noyes nel 1848. Noyes asseriva che lui e i suoi seguaci avessero ricevuto un'immediata santificazione; quindi era impossibile per loro commettere peccato e dunque il matrimonio (visto come proprietà privata) fu abolito poiché espressione di gelosia ed esclusività. La comune di Oneida praticava comunismo sessuale, condivideva le responsabilità genitoriale, e funzionò a tutti gli effetti come un gruppo matrimoniale fino al 1879-1881 circa. La Comune Kerista praticò il matrimonio di gruppo a San Francisco dal 1971 al 1991.

## Interazioni e conflitti in famiglia
Prendendo in esame il paradigma interazionista all'interno dei vari studi intrapresi nell'ambito della conversazione, considerata un'azione fondamentale per comprendere la vita sociale, è possibile analizzare il contesto familiare come luogo di socializzazione, nonché di interazione significativa tra i suoi membri. Gli individui, infatti, scambiandosi idee e informazioni prendono parte a un dialogo costruttivo, a una vera e propria conversazione che permette loro di sviluppare competenze sociali e relazionali volte a rafforzarsi nel corso dell'intero ciclo vitale. A tal proposito, si parla infatti di condivisione di ideali tra individui attraverso la potente facoltà dell'uomo: il linguaggio.
Una figura di spicco è Goffman, il quale sottolinea l'importanza del concetto di posizione che ciascun membro assume all'interno della famiglia, in particolar modo nei momenti interattivi, nonché le possibili alleanze che ne possono derivare.
Si parla, a tal proposito, di fare famiglia, in quanto ognuno si impegna in modo continuo a interagire e condividere.
Lo studio del conflitto, invece, ha assunto un ruolo centrale nell'ambito della psicologia dello sviluppo che approfondisce le relazioni familiari e i vari tipi di conflittualità che si verificano all'interno della famiglia. Molto spesso si parla di conflitto verbale nelle conversazioni tra genitori e figli e questo mette ben in evidenza come la conversazione sia la pratica dialogica più diffusa quotidianamente.

## Nuovi scenari

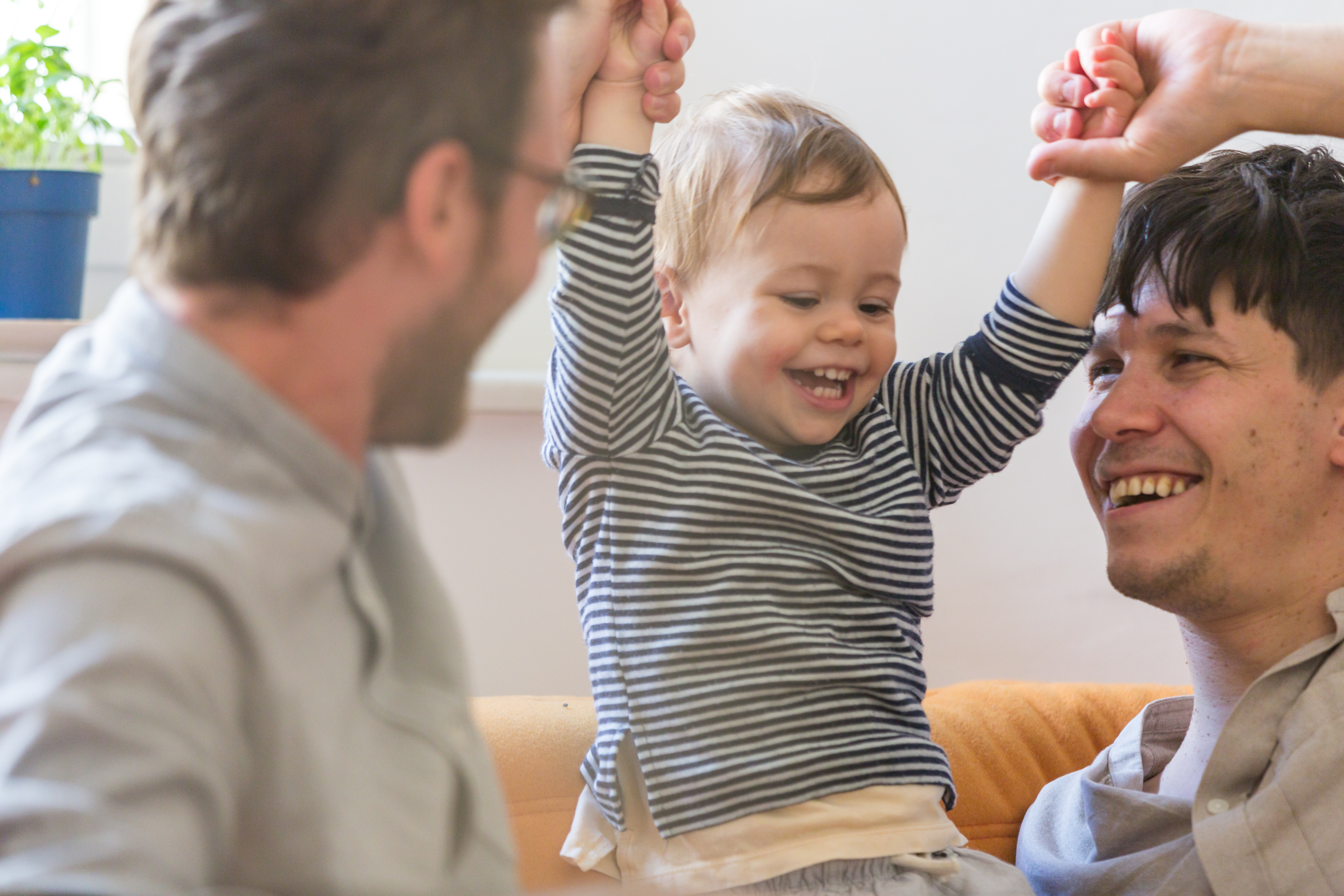
Famiglia omogenitoriale

In età contemporanea è emerso il fenomeno delle coppie di fatto (sono in crescita anche le coppie cosiddette LAT ovvero coppie non conviventi sotto lo stesso domicilio), come è in crescita l'emancipazione di molte persone omosessuali le quali chiedono di poter scegliere anche loro se sposare o meno la persona amata; in questo contesto ci sono delle rivendicazioni, come le richieste di una maggior tutela e di un riconoscimento giuridico delle formazioni sociali extra-matrimoniali e quelle di porre fine all'esclusione delle persone omosessuali dalla possibilità di contrarre un regolare matrimonio col proprio partner (vedi: Matrimonio omosessuale).
Queste rivendicazioni hanno trovato totale o progressiva realizzazione in gran parte dei Paesi europei e occidentali in generale; si pensi a realtà come quella olandese, francese, inglese, spagnola, tedesca, svedese, israeliana, canadese, californiana, newyorkese, sudafricana, australiana, neozelandese, taiwanese, ecc. In Italia tali rivendicazioni sono comparse da relativamente poco tempo nello scenario mediatico-politico quotidiano, tuttavia, le ricerche Eurispes "Rapporto Italia" dal 2003 a oggi mostrano che, soprattutto quelle relative alla tutela e al riconoscimento delle coppie di fatto, stanno guadagnando consensi.